# كفر الهواشم
كفر الهواشم إحدى قرى مركز كفر الزيات التابع لمحافظة الغربية بجمهورية مصر العربية. 

## التاريخ
أصل سكان الكفر يعود إلى من قرية الزبيرية التي طغى عليها ماء النيل فأكل مساكنها فأسس أهلها مساكن جديدة في زمام القرية فأنشأوا ثلاثة كفور هي كفر الهواشم وكفر شماخ وكفر حشاد، ولكن بقى اسمها في الدفاتر الحكومية الزبيرية حتى عام 1228 هـ. فُصلت الكفور الثلاثة عن بعضها ضمن نواحى ولاية المنوفية في سنة 1228 هـ/1813م. عُدّلت حدود مديريتي الغربية والمنوفية في سنة 1896م ففُصلت القرية عن مركز تلا بمديرية المنوفية، وأُلحقت بمركز كفر الزيات بمديرية الغربية. جُمعت الكفور الثلاث في وحدة إدارية واحدة باسم كفور حشاد في سنة 1927 ثم فصلت مرة أخرى في سنة 1939.

## السكان
بلغ عدد سكان كفر الهواشم 4705 نسمة حسب تقدير عام 2018.
| السنة  | 1882 | 1897 | 1907 | 1927 | 1947 | 1960 | 1976 | 1986 | 1996 | 2006  | 2018 |
| ------ | ---- | ---- | ---- | ---- | ---- | ---- | ---- | ---- | ---- | ----- | ---- |
| القرية | 461  | 659  | 814  | 3813 | 1108 | 1422 | 2042 | 2410 | 2802 | 3,241 | 4705 |